# Histoplasma capsulatum
Histoplasma capsulatum ist ein dimorpher Pilz, der in einer Hefe- und einer Myzel- beziehungsweise Schimmelform auftreten kann. Er hat medizinische Bedeutung als Erreger der Histoplasmose, einer systemischen Pilzerkrankung (Mykose) des Menschen.

## Beschreibung

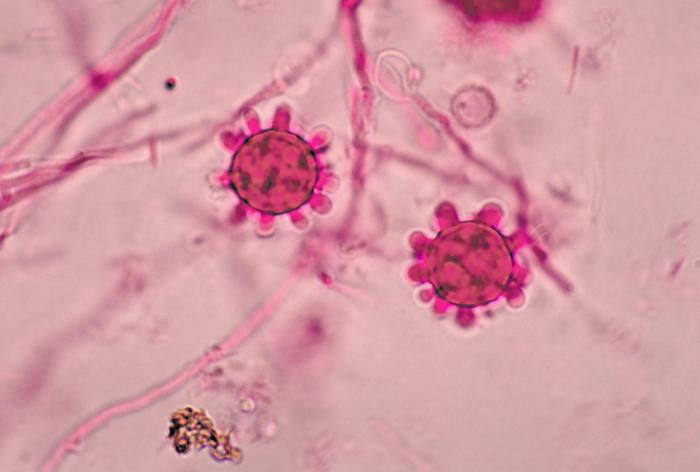
Die mehrzelligen Makrokonidien werden 7 bis 15 µm groß

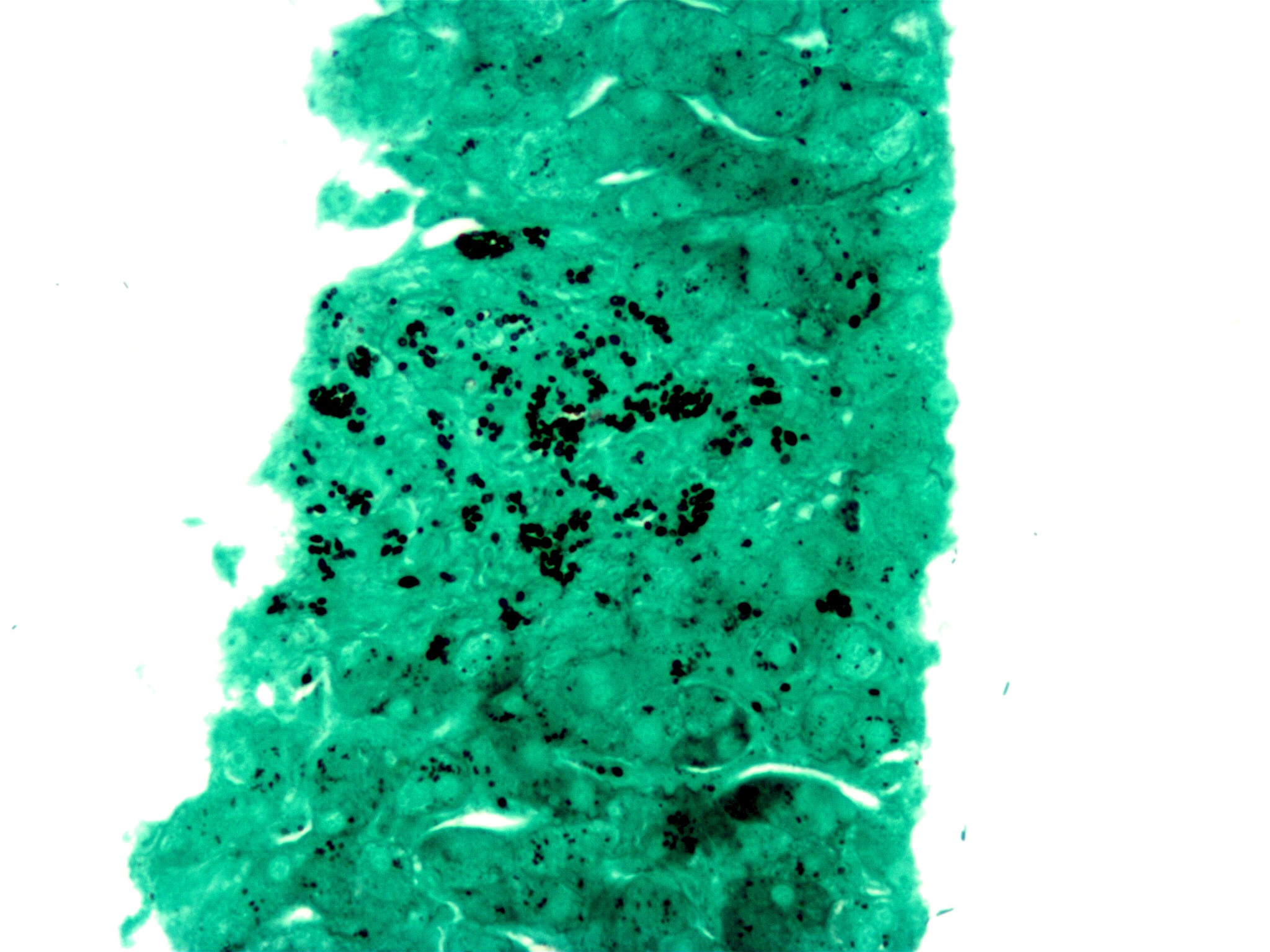
Eine Gömöri-Methenamin-Silberfärbung von Leberschnitten mit einer kugelförmigen Schwarzfärbung bei einer Histoplasmose.

Die Morphologie von Histoplasma capsulatum ist temperaturabhängig, bei 25 °C wird die Schimmelform, bei 37 °C die Hefeform angenommen. Als Hefe, die auch die infektiöse Form ist, sind die Einzelzellen in der Varietät capsulatum eher klein (2–3 µm), deutlich größer jedoch in der Varietät duboisii (6–12 µm), die nur in Afrika vorkommt. In der Giemsa- und Gram-Färbung nimmt die Zellwand keine Farbe an, so dass die Hefen von einer leeren Hüllstruktur umgeben scheinen, die früher als Kapsel fehlgedeutet wurde (daher capsulatum). Zur histologischen Färbung kommen die Methenamin-Silberfärbung nach Gömöri oder die Baumwollblau-Lactophenol-Lösung (aus Methylenblau und Lactophenol) in Frage, die auch die septierenden Hyphen darstellen kann.
Die Hefeform vermehrt sich durch Sprossung. Bei niedrigeren Temperaturen bildet sich die Myzelform, die Sporen (Konidien) ausbildet. Sie kann auch auf Nährmedien als Kultur angezüchtet werden, wobei eine mehrwöchige Bebrütung notwendig ist.

## Verbreitung
Histoplasma capsulatum ist in den warmen Regionen der Erde (tropisches und subtropisches Amerika, Afrika und Indonesien) verbreitet. Sein natürlicher Lebensraum ist der Erdboden.